# Charles Frédéric de Clèves
Charles Frédéric Clèves ou de Jülich-Cleves-Berg (28 avril 1555 à Clèves – 9 février 1575 à Rome ), était le prince héréditaire des duchés unis de Jülich-Cleves-Berg et des comtés de Mark et Ravensberg . 

## Biographie
Charles Frédéric était le fils aîné du duc Guillaume de Clèves dit le Riche et de sa femme, Maria d'Autriche (1531-1581), fille de l'empereur Ferdinand I. Sa mort précoce et inattendue de la variole à l'âge de 19 ans à Rome lors d'un pèlerinage et d'un Grand Tour a laissé une trace profonde dans l'histoire. Son jeune frère Jean-Guillaume devint alors héritier des duchés unis. Jean-Guillaume avait une mauvaise santé ainsi que des problèmes mentaux et mourut sans héritier. Cela a conduit à la guerre de la succession de Jülich, qui a elle-même conduit à l'acquisition par la Prusse de sa province du Rhin. Si Charles-Frédéric n'était pas mort jeune, ces évènements ne se seraient pas produits, et la carte de l'Europe serait peut-être très différente aujourd'hui. 
Charles-Frederic est décrit comme un jeune homme solide, plein d'humour et très intelligent. Il était parmi les invités d'honneur lors de la cérémonie dans la basilique Saint-Pierre qui ouvrit l'Année Sainte de 1575. Le pape Grégoire XIII était très attaché à son invité, car il espérait que le jeune prince aurait plus tard une influence favorable sur les princes protestants voisins des duchés. Une semaine plus tard, le pape l'honora en lui donnant une épée et un chapeau consacrés, un honneur qui était réservé aux rois. À la mort de Charles Frédéric cinq semaines plus tard, Grégoire XIII régla personnellement le coût des funérailles royales et de l'imposant cortège funèbre. Charles Frédéric a été enterré en face du pape Adrien VI à Santa Maria dell'Anima, l'église du Saint-Empire romain germanique à Rome.

## Monument funéraire
Son magnifique monument funéraire a été conçu par son tuteur Pighius et exécuté par les sculpteurs Nicolas Mostaert et Gillis van den Vliete. Il montre, entre autres, une statue du duc priant à genoux et une scène du Jugement dernier avec des figures qui font allusion à la statue de Laocoön et de ses fils retrouvée en 1506. Une deuxième partie du monument, avec la présentation de l'épée et du chapeau consacrés, est maintenant suspendue dans le vestibule de l'église. L'inscription y indique que Charles Frederic avait un sens précoce de la piété, était brillant en dépit de sa jeunesse, était savant et parlait plusieurs de langues.  
Le tuteur de Charles Frédéric, Stephanus Winandus Pighius, a écrit pour son élève Hercules Prodicius, considéré comme le premier guide touristique d'Italie.  